# Torneo Godó - Qualificazioni singolare
Le qualificazioni del singolare  del Torneo Godó sono state un torneo di tennis preliminare per accedere alla fase finale della manifestazione. I vincitori dell'ultimo turno sono entrati di diritto nel tabellone principale. In caso di ritiro di uno o più giocatori aventi diritto a questi sono subentrati i lucky loser, ossia i giocatori che hanno perso nell'ultimo turno ma che avevano una classifica più alta rispetto agli altri partecipanti che avevano comunque perso nel turno finale.
Le qualificazioni del torneo Torneo Godó  2003 prevedevano 28 partecipanti di cui 7 sono entrati nel tabellone principale.

## Teste di serie
1. Mariano Puerta (Qualificato)
2. Kristof Vliegen (primo turno)
3. Cyril Saulnier (Qualificato)
4. Werner Eschauer (Qualificato)
5. Stefano Galvani (primo turno)
6. Andrej Stoljarov (primo turno)
7. Filippo Volandri (Qualificato)

1. Rubén Ramírez Hidalgo (ultimo turno)
2. Vadim Kucenko (ultimo turno)
3. Joan Balcells (ultimo turno)
4. Carlos Cuadrado (primo turno)
5. Álex Calatrava (ultimo turno)
6. Oscar Serrano-Gamez (primo turno)
7. Mario Radić (ultimo turno)

## Qualificati
1. Mariano Puerta
2. Salvador Navarro-Gutierrez
3. Cyril Saulnier
4. Werner Eschauer

1. Didac Perez-Minarro
2. Gastón Etlis
3. Filippo Volandri

## Tabellone

### Legenda
| - Q = Qualificato - WC = Wild card - LL = Lucky loser | - ALT = Alternate - SE = Special Exempt - PR = Protected Ranking | - w/o = Walkover - r = Ritirato - d = Squalificato |

### Sezione 1
|  | Primo turno | Primo turno             | Primo turno             | Primo turno | Primo turno |  |  | Ultimo turno | Ultimo turno   | Ultimo turno   | Ultimo turno | Ultimo turno |  |
|  |             |                         |                         |             |             |  |  |              |                |                |              |              |  |
|  | 1           | Mariano Puerta          | 6                       | 1           | 6           |  |  |              |                |                |              |              |  |
|  |             | Mariano Albert-Ferrando | 3                       | 6           | 4           |  |  | 1            | Mariano Puerta | Mariano Puerta | 7            | 7            |  |
|  | 14          | Mario Radić             | Mario Radić             | 6           | 6           |  |  | 14           | Mario Radić    | Mario Radić    | 5            | 5            |  |
|  |             | Guillem Burniol-Teixido | Guillem Burniol-Teixido | 1           | 4           |  |  |              |                |                |              |              |  |

### Sezione 2
|  | Primo turno | Primo turno                | Primo turno                | Primo turno | Primo turno |  |  | Ultimo turno | Ultimo turno               | Ultimo turno | Ultimo turno | Ultimo turno |  |
|  |             |                            |                            |             |             |  |  |              |                            |              |              |              |  |
|  |             | Salvador Navarro-Gutierrez | Salvador Navarro-Gutierrez | 6           | 6           |  |  |              |                            |              |              |              |  |
|  | 2           | Kristof Vliegen            | Kristof Vliegen            | 1           | 3           |  |  |              | Salvador Navarro-Gutierrez | 1            | 6            | 6            |  |
|  | 8           | Rubén Ramírez Hidalgo      | Rubén Ramírez Hidalgo      | 6           | 7           |  |  | 8            | Rubén Ramírez Hidalgo      | 6            | 2            | 2            |  |
|  |             | Juan Mónaco                | Juan Mónaco                | 3           | 5           |  |  |              |                            |              |              |              |  |

### Sezione 3
|  | Primo turno | Primo turno    | Primo turno    | Primo turno | Primo turno |  |  | Ultimo turno | Ultimo turno   | Ultimo turno   | Ultimo turno | Ultimo turno |  |
|  |             |                |                |             |             |  |  |              |                |                |              |              |  |
|  | 3           | Cyril Saulnier | Cyril Saulnier | 6           | 7           |  |  |              |                |                |              |              |  |
|  |             | Renzo Furlan   | Renzo Furlan   | 3           | 65          |  |  | 3            | Cyril Saulnier | Cyril Saulnier | 6            | 7            |  |
|  | 9           | Vadim Kucenko  | 1              | 6           | 6           |  |  | 9            | Vadim Kucenko  | Vadim Kucenko  | 4            | 63           |  |
|  |             | Timo Nieminen  | 6              | 3           | 1           |  |  |              |                |                |              |              |  |

### Sezione 4
|  | Primo turno | Primo turno           | Primo turno           | Primo turno | Primo turno |  |  | Ultimo turno | Ultimo turno        | Ultimo turno        | Ultimo turno | Ultimo turno |  |
|  |             |                       |                       |             |             |  |  |              |                     |                     |              |              |  |
|  | 4           | Werner Eschauer       | Werner Eschauer       | 6           | 6           |  |  |              |                     |                     |              |              |  |
|  |             | Bartolome Salva-Vidal | Bartolome Salva-Vidal | 3           | 0           |  |  | 4            | Werner Eschauer     | Werner Eschauer     | 6            | 6            |  |
|  |             | Oscar Serrano-Gamez   | Oscar Serrano-Gamez   | 7           | 6           |  |  |              | Oscar Serrano-Gamez | Oscar Serrano-Gamez | 4            | 3            |  |
|  | 13          | Oliver Gross          | Oliver Gross          | 64          | 3           |  |  |              |                     |                     |              |              |  |

### Sezione 5
|  | Primo turno | Primo turno         | Primo turno | Primo turno | Primo turno |  |  | Ultimo turno        | Ultimo turno        | Ultimo turno        | Ultimo turno | Ultimo turno |  |
|  |             |                     |             |             |             |  |  |                     |                     |                     |              |              |  |
|  |             | Didac Perez-Minarro | 5           | 7           | 6           |  |  |                     |                     |                     |              |              |  |
|  | 5           | Stefano Galvani     | 7           | 5           | 4           |  |  | Didac Perez-Minarro | Didac Perez-Minarro | Didac Perez-Minarro | 6            | 7            |  |
|  |             | Carlos Cuadrado     | 1           | 6           | 6           |  |  | Carlos Cuadrado     | Carlos Cuadrado     | Carlos Cuadrado     | 4            | 64           |  |
|  | 11          | Markus Hipfl        | 6           | 4           | 3           |  |  |                     |                     |                     |              |              |  |

### Sezione 6
|  | Primo turno | Primo turno        | Primo turno        | Primo turno | Primo turno |  |  | Ultimo turno | Ultimo turno   | Ultimo turno   | Ultimo turno | Ultimo turno |  |
|  |             |                    |                    |             |             |  |  |              |                |                |              |              |  |
|  |             | Gastón Etlis       | Gastón Etlis       | 7           | 6           |  |  |              |                |                |              |              |  |
|  | 6           | Andrej Stoljarov   | Andrej Stoljarov   | 64          | 4           |  |  |              | Gastón Etlis   | Gastón Etlis   | 6            | 6            |  |
|  | 12          | Álex Calatrava     | Álex Calatrava     | 6           | 7           |  |  | 12           | Álex Calatrava | Álex Calatrava | 1            | 2            |  |
|  |             | Arnau Brugues-Davi | Arnau Brugues-Davi | 4           | 63          |  |  |              |                |                |              |              |  |

### Sezione 7
|  | Primo turno | Primo turno       | Primo turno       | Primo turno | Primo turno |  |  | Ultimo turno | Ultimo turno     | Ultimo turno | Ultimo turno | Ultimo turno |  |
|  |             |                   |                   |             |             |  |  |              |                  |              |              |              |  |
|  | 7           | Filippo Volandri  | Filippo Volandri  | 6           | 6           |  |  |              |                  |              |              |              |  |
|  |             | Juan Giner        | Juan Giner        | 2           | 2           |  |  | 7            | Filippo Volandri | 7            | 65           | 6            |  |
|  | 10          | Joan Balcells     | Joan Balcells     | 6           | 6           |  |  | 10           | Joan Balcells    | 65           | 7            | 2            |  |
|  |             | Marcel Granollers | Marcel Granollers | 4           | 4           |  |  |              |                  |              |              |              |  |